# Arthur Whistler
Wayne Arthur Whistler (* 12. Oktober 1944 im San Bernardino County; † 2. April 2020 in Honolulu), bekannt als W. Arthur Whistler, war ein US-amerikanischer Ethnobotaniker, der sich vor allem mit der Fauna und Ethnobotanik der pazifischen Inselwelt befasste.
Sein botanisches Autorenkürzel lautet „Whistler“.

## Leben
Der in Südkalifornien aufgewachsene Whistler studierte zunächst an der University of California, Riverside und schloss die Studien dort mit einem Bachelor ab. Anschließend absolvierte er sein Masterstudium an der University of California, Santa Barbara. 1968 bis 1970 war er im Peace Corps tätig und unterrichtete in dieser Zeit Biologie. Er erwarb dann 1979 einen Doktortitel an der University of Hawaii. Anschließend lehrte er Botanik an dieser Universität. Es folgte eine neunjährige Anstellung als Ethnobotaniker beim National Tropical Botanical Garden auf Kauai. Hiernach gründete er die Beratungsfirma Isle Botanica mit der er zahlreiche Projekte in der Südsee durchführte. Daneben war Whistler als Lehrbeauftragter (adjuncted professor) tätig.
Er entdeckte die Baumart Aneilima vitiense in Samoa.
Whistler hatte während der sich entwickelnden COVID-19-Pandemie in den Vereinigten Staaten Washington State besucht und war am 2. März 2020 erkrankt. Am 4. März kehrte er nach Hawaii zurück. Obwohl er Symptome einer SARS-CoV-2-Infektion zeigte, wurde er erst am 7. März getestet. Er galt als der zweite bestätigte Fall von Corona in Hawaii. Am frühen Morgen des 2. April verstarb Whistler in einem Krankenhaus. Er war das erste Opfer der COVID-19-Pandemie in Hawaii.

## Veröffentlichungen
- Rainforest Trees of Samoa. A Guide to the Common Native and Naturalized Lowland and Foothill Forest Trees of the Samoan Archipelago. Isle Botanica, Honolulu HI 2004, ISBN 0-9645426-4-1.
- The Samoan Rainforest. A Guide to the Vegetation of the Samoan Archipelago. Isle Botanica, Honolulu HI 2002, ISBN 0-9645426-3-3.
- Plants in Samoan Culture. The Ethnobotany of Samoa. Isle Botanica, Honolulu HI 2000, ISBN 0-9645426-6-8.
- Samoan Herbal Medicine. = ʻO Lāʻau ma Vai Fofō o Samoa. Isle Botanica, Honolulu HI 1996, ISBN 0-9645426-2-5.
- Wayside Plants of the Islands. A Guide to the Lowland Flora of the Pacific Islands including Hawai‘i, Samoa, Tonga, Tahiti, Fuji, Guam, Belau. Isle Botanica, Honolulu HI 1995, ISBN 0-9645426-1-7.
- Polynesian Herbal Medicine. National Tropical Botanical Garden, Lawai 1992, ISBN 0-915809-16-8.
- Flowers of the Pacific Island Seashore. A Guide to the Littoral Plants of Hawai‘i, Tahiti, Samoa, Tonga, Cook Islands, Fiji, and Micronesia. University of Hawaiʻi Press, Honolulu HI 1992, ISBN 0-8248-1528-9.
- Tongan Herbal Medicine. Isle Botanica, Honolulu HI 1992, ISBN 0-8248-1527-0.